# 不二ラテックス
不二ラテックス株式会社（ふじラテックス、英: FUJI LATEX CO.,LTD.）は、コンドームの大手メーカー。水枕やゴム風船なども生産するほか、近年は産業機械向け緩衝器（ソフトアブソーバー、ダンパー等）の売り上げがコンドームを上回っており、主力事業に育っている。
自社ビルの形がコンドームに近い姿であり、自社製品をわかりやすく表現したことによるデザインだが、建設時の社長はもっとリアルにしたかったが、皇居が近いためにリアルさは抑えられた。

## 製品
- コンドーム
- ゴム風船
- 緩衝器

## 沿革
- 1949年3月 - 東京都葛飾区本田川端町(現在の東立石)にて株式会社日本ラテックス工業所設立、コンドームの製造を開始する。
- 1961年7月 - 不二ラテックス株式会社に商号変更。
- 1965年7月 - 栃木県栃木市に、栃木工場開設。
- 1974年1月 - 栃木県真岡市に、真岡工場開設。
- 1980年9月 - 株式を店頭公開（現 東証スタンダード市場）。
- 1980年10月 - 緩衝機の製造を行う子会社「不二精器株式会社」を設立。
- 1982年11月 - 本社社屋完成。
- 2002年4月 - 不二精器を吸収合併。

## 事業所
- 栃木工場 - 〒328-0006 栃木県栃木市国府町150（コンドームおよび電気用ゴム手袋の製造）
- 新栃木工場 - 〒328-0124 栃木県栃木市野中町1276（精密機械、緩衝器の製造）
- 真岡工場 - 〒321-4301 栃木県真岡市西田井1402-3（子宮内避妊器具、風船、医療用バルーン食品容器の製造）

## エピソード
- 1972年に創業社長・岡本忠大が自ら交渉に出向き、当時19歳の東映の女優・渡辺やよいを口説き、女性タレントで初めて避妊具（コンドーム）のCMに出演させた[5]。